# Марті Маллой
Марті Маллой  (англ. Marti Malloy, 23 червня 1986) — американська дзюдоїстка, олімпійська медалістка.

## Виступи на Олімпіадах
| Олімпіада   | Дисципліна      | Місце |
| ----------- | --------------- | ----- |
| Лондон 2012 | легка категорія | 3     |
| Ріо 2016    | легка категорія | 9     |